# Tectiacris maculifemura
Tectiacris maculifemura är en insektsart som beskrevs av Wei, S.-z. och Z. Zheng 2005. Tectiacris maculifemura ingår i släktet Tectiacris och familjen gräshoppor. Inga underarter finns listade i Catalogue of Life.